# Personal-Service-Agentur
Mit dem Begriff Personal-Service-Agentur (PSA) werden Agenturen für „vermittlungsorientierte Arbeitnehmerüberlassung“ bezeichnet, die nach § 45 (bis 2008: § 37c) des Dritten Buches Sozialgesetzbuch (SGB III) bei den Agenturen für Arbeit eingerichtet werden können. Sie wurden im Jahr 2003 eingeführt. Ihre Bezeichnung als Personal-Service-Agentur ist auf das „Erste Gesetz für moderne Dienstleistungen am Arbeitsmarkt“ zurückzuführen. Es ist Bestandteil der Agenda 2010 und des Hartz-Konzepts. Nach der ursprünglichen Fassung des „Ersten Gesetzes für moderne Dienstleistungen am Arbeitsmarkt“ hatte jede Agentur für Arbeit die Einrichtung mindestens einer PSA sicherzustellen; seit dem 31. Dezember 2005 entfiel diese Verpflichtung. Die Bezeichnung Personal-Service-Agentur wird seit 2008 nicht mehr verwendet.
Aufgabe der PSA sollte insbesondere sein, Arbeitslose einzustellen, um sie auf dem Wege der Arbeitnehmerüberlassung in Arbeit zu vermitteln und sie in verleihfreien Zeiten zu qualifizieren.
Zur Einrichtung einer PSA schließt die Agentur für Arbeit namens der Bundesagentur mit erlaubt tätigen Verleihern (§ 1 AÜG) Verträge. Für die Verträge mit den PSA gilt das Vergaberecht. Die Agentur für Arbeit kann für die Tätigkeit der PSA ein Honorar vereinbaren. Ursprünglich konnte sich die Agentur für Arbeit namens der Bundesagentur an Verleihunternehmen beteiligen oder solche gründen, wenn keine Verträge zustande kamen. Diese Möglichkeit entfiel ebenfalls durch die Rechtsänderung, da sie nicht genutzt wurde.

## Aufgaben einer Personal-Service-Agentur
Die PSA stellen Arbeitslose bei sich ein und verleihen diese zeitlich befristet an Unternehmen. Ziel ist die Übernahme des zuvor Arbeitslosen durch das entleihende Unternehmen. In Phasen ohne Einsatz sollen die PSA-Beschäftigten durch den Träger der PSA qualifiziert werden.
Vorteil ist, dass ein Unternehmen für einen längeren Zeitraum den qualifizierten Leiharbeiter ohne längerfristige vertragliche Bindung im Unternehmen beschäftigen kann, bevor es einen langfristigen Arbeitsvertrag mit dem Arbeitssuchenden schließt. Ein Arbeitssuchender hat wiederum die Chance, seine Qualifikation nicht nur in seinen Bewerbungsunterlagen zu dokumentieren, sondern seine Fähigkeiten auch praktisch nachzuweisen.
Die Einstellung von Arbeitslosen wird durch Fallpauschalen von der Bundesagentur bezuschusst. Wird nun der PSA-Beschäftigte von einem Entleiher oder auch ohne Einschaltung eines Verleihers, das heißt direkt von einem Unternehmen, für mindestens drei Monate eingestellt, so erhält die PSA wiederum durch die Arbeitsagentur eine Vermittlungsprämie. Nach einer Beschäftigungsdauer von sechs Monaten erhält die PSA erneut eine Nachhaltigkeitsprämie.

## Kritik
Am Konzept der PSAs wird kritisiert, dass auch über Zeitarbeit nur dann Personal entliehen wird, wenn sich das entleihende Unternehmen Mitarbeiter finanziell leisten kann. Daher bekommen PSA-Beschäftigte oft nicht die Chance, in Unternehmen zu zeigen, was sie können, und kleben zu bleiben. Auch bieten die Agenturen für Arbeit interessierten Arbeitslosen und Arbeitgebern durch betriebliche Trainingsmaßnahmen die Möglichkeit Eignung festzustellen, ohne dass ein Arbeitsverhältnis entsteht und dem Arbeitgeber dafür Kosten entstehen.

### Die Maatwerk-Pleite
Kritiker bezweifeln die Wirksamkeit des PSA-Konzepts in Hinblick auf die Senkung der Arbeitslosigkeit und sahen sich 2003 durch die Insolvenz des Anbieters Maatwerk bestätigt. Maatwerk hat die Zahlungsweise der monatlichen Bezuschussung der Arbeitsagentur ausgenutzt: Eine monatliche Fallpauschale für die Einstellung und Beschäftigung von Arbeitslosen wurde von der Arbeitsagentur gemäß der damals gültigen Regelung unabhängig vom Einstellungsdatum ausgezahlt. Wenn zum Monatsende eingestellt wurde, wurde rückwirkend für den gesamten Monat gezahlt. Wurde der Beschäftigte im nächsten Fördermonat wieder zum Monatsanfang entlassen, erhielt die PSA auch hierfür eine komplette Fallpauschale.
Bei mehr als 9000 Mitarbeitern, wobei sich nur 1000 im aktiven Verleih befinden, trägt sich das System nicht.

## Erfolgsbilanz und Aussichten
2004 lagen die Integrationen der PSA um zehn Prozent höher als die der Agentur für Arbeit und einigen anderen Integrationsprojekten. Jedoch sieht die Bundesagentur einen Rückzug aus dem PSA-Geschäft vor, da es zwar Vermittlungserfolge gibt, jedoch nicht in der erwarteten Höhe.
Da 2005 die Vermittlungsquote der nicht subventionierten Zeitarbeitsunternehmen in ähnlicher Höhe lag wird bezweifelt, dass die hohen Kosten der Agentur für Arbeit für den Zuschuss an die PSAs wirtschaftlich zu rechtfertigen sind. Allerdings gibt es auch erhebliche Kritik an entsprechenden Untersuchungen, die unter anderem darauf beruhen, dass die Vermittlungszahlen der PSAen von der Bundesagentur erhoben werden, während die der nicht subventionierten Firmen lediglich auf deren eigenen Angaben beruhen. Zudem beschäftigen die PSAen nur Menschen mit Vermittlungshemmnissen, während ungeförderte Unternehmen eben „Jedermann“ einstellen können, darunter Studenten, Hausfrauen usw. Die direkte Vergleichbarkeit ist also nicht gegeben.

## Bericht des BMAS über die Hartz-Gesetze I bis III vom 1. Februar 2006
Nach dem Bericht des BMAS haben nur wenige arbeitsmarktpolitische Maßnahmen in den Hartz-Gesetzen Arbeitslosen den Einstieg in eine neue berufliche Tätigkeit bisher erleichtert. In weiten Teilen habe die Reform ihr Ziel verfehlt, für eine Belebung des deutschen Arbeitsmarktes zu sorgen. Insbesondere die Einrichtung von PSA habe sich als untaugliches Arbeitsmarktinstrument erwiesen. Einige PSA-Beschäftigte seien sogar noch später in den Arbeitsmarkt integriert worden als vergleichbare Arbeitslose. Darüber hinaus führe ein Beschäftigter in einer PSA zu durchschnittlichen Mehrkosten von 5700 Euro – ohne Verbesserung der Beschäftigungschancen. Deshalb hat die Bundesregierung im Januar die Arbeitsagenturen von der Pflicht entbunden, eine PSA einzurichten. Auch der Vermittlungsgutschein wurde von den Wissenschaftlern schlecht beurteilt.
Dabei ist zu erwähnen, dass viele namhafte Experten die Ausarbeitung des IAB kritisierten. Hier wurden nämlich „vergessen“, dass die PSAen ausschließlich auf – oft mehrfach leistungsgeminderte – von der Arbeitsagentur vorgeschlagenen Arbeitslosen beschränkt sind, während „andere“ Zeitarbeitsfirmen sich am freien Markt bedienen und schlicht jeden einstellen dürfen.
Die Vergleichbarkeit war also bei weitem nicht gegeben. Zudem mag es zwar stimmen, dass die PSAen durchaus ein teures Instrument sind – aber es ist Fakt, dass andere Arbeitsmarktinstrumente bei weitem teurer und nicht wirksamer sind. (Umschulungen, berufliche Weiterbildungen)
Die Tatsache, dass durch Einstellung in die PSA sofort ein sozialversicherungspflichtiges Beschäftigungsverhältnis (Zahlung von Renten-, Kranken-, Arbeitslosenversicherung = Zufluss von Mitteln in die öffentlichen Kassen) entsteht, und welche Effekte dies bewirkt, wurde bei dieser Ausarbeitung in keiner Weise berücksichtigt.